# Empurani
Empurani (en francès Empurany) és un municipi francès situat al departament de l'Ardecha i a la regió d'Alvèrnia-Roine-Alps. L'any 2007 tenia 538 habitants.

## Demografia

### Població
El 2007 la població de fet d'Empurany era de 538 persones. Hi havia 235 famílies de les quals 81 eren unipersonals (36 homes vivint sols i 45 dones vivint soles), 73 parelles sense fills, 69 parelles amb fills i 12 famílies monoparentals amb fills.
La població ha evolucionat segons el següent gràfic:
Habitants censats

### Habitatges
El 2007 hi havia 440 habitatges, 244 eren l'habitatge principal de la família, 153 eren segones residències i 43 estaven desocupats. 416 eren cases i 22 eren apartaments. Dels 244 habitatges principals, 201 estaven ocupats pels seus propietaris, 35 estaven llogats i ocupats pels llogaters i 7 estaven cedits a títol gratuït; 1 tenia una cambra, 23 en tenien dues, 61 en tenien tres, 76 en tenien quatre i 83 en tenien cinc o més. 190 habitatges disposaven pel capbaix d'una plaça de pàrquing. A 132 habitatges hi havia un automòbil i a 80 n'hi havia dos o més.

### Piràmide de població
La piràmide de població per edats i sexe el 2009 era:
| Homes | Edats   | Dones |
| ----- | ------- | ----- |
| 0     | 95 o +  | 4     |
| 0     | 90 a 94 | 0     |
| 0     | 85 a 89 | 0     |
| 12    | 80 a 84 | 8     |
| 8     | 75 a 79 | 32    |
| 20    | 70 a 74 | 24    |
| 12    | 65 a 69 | 20    |
| 12    | 60 a 64 | 0     |
| 28    | 55 a 59 | 20    |
| 20    | 50 a 54 | 32    |
| 12    | 45 a 49 | 4     |
| 20    | 40 a 44 | 12    |
| 12    | 35 a 39 | 16    |
| 20    | 30 a 34 | 8     |
| 32    | 25 a 29 | 12    |
| 12    | 20 a 24 | 4     |
| 4     | 15 a 19 | 12    |
| 4     | 10 a 14 | 4     |
| 4     | 5 a 9   | 16    |
| 16    | 0 a 4   | 12    |

## Economia
El 2007 la població en edat de treballar era de 321 persones, 213 eren actives i 108 eren inactives. De les 213 persones actives 201 estaven ocupades (113 homes i 88 dones) i 12 estaven aturades (7 homes i 5 dones). De les 108 persones inactives 59 estaven jubilades, 23 estaven estudiant i 26 estaven classificades com a «altres inactius».

### Ingressos
El 2009 a Empurany hi havia 254 unitats fiscals que integraven 560 persones, la mediana anual d'ingressos fiscals per persona era de 12.431 €.

### Activitats econòmiques
Dels 12 establiments que hi havia el 2007, 1 era d'una empresa de fabricació de material elèctric, 2 d'empreses de construcció, 2 d'empreses de comerç i reparació d'automòbils, 1 d'una empresa de transport, 2 d'empreses d'hostatgeria i restauració, 1 d'una empresa immobiliària, 2 d'empreses de serveis i 1 d'una empresa classificada com a «altres activitats de serveis».
Dels 4 establiments de servei als particulars que hi havia el 2009, 1 era una oficina de correu, 1 paleta, 1 electricista i 1 restaurant.
Dels 2 establiments comercials que hi havia el 2009, 1 era una botiga de més de 120 m² i 1 una fleca.
L'any 2000 a Empurany hi havia 67 explotacions agrícoles que ocupaven un total de 1.000 hectàrees.

## Equipaments sanitaris i escolars
El 2009 hi havia una escola elemental.

## Poblacions més properes
El següent diagrama mostra les poblacions més properes.